# Finkenstein (Fichtelgebirge)
Der Finkenstein ist eine dicht bewaldete Erhebung (650 m ü. NHN) im Finkensteinwald südlich von Rügersgrün, Gemeindeteil von Höchstädt im Fichtelgebirge und nördlich des Kirchdorfes Bernstein, Gemeindeteil der Stadt Wunsiedel im Landkreis Wunsiedel im Fichtelgebirge. Durch den Finkensteinwald verläuft der blau-weiß markierte Wanderweg des Fichtelgebirgsvereins von Stemmasgrün nach Oberwoltersgrün. Auf der gleichen Wegführung verläuft der Porzellanwanderweg.

## Naturschutz
Der Finkenstein ist ein geschütztes Naturdenkmal. Die Felsgruppe wird von leicht gefälteltem Glimmerschiefer aufgebaut, der im Porphyrgranit eingelagert ist.
Die Felsgruppe ist vom Bayerischen Landesamt für Umwelt als wertvolles Geotop (Geotop-Nummer: 479R002) ausgewiesen.

## Karten
- Topografische Karte 1:25.000 des Bayerischen Landesvermessungsamtes Nr. 5937 Fichtelberg
- Fritsch Wanderkarte 1:50.000 Naturpark Fichtelgebirge